# Symmetrisk varietet
Inom matematiken är en symmetrisk varietet en algebraisk analogi av symmetriska rum i differentialgeometri, och ges av ett kvot G/H av en reduktiv algebraisk grupp G med en fixpunktdelgrupp H av någon involution av G.